# Респенда-де-ла-Пенья
Респенда-де-ла-Пенья (ісп. Respenda de la Peña) — муніципалітет в Іспанії, у складі автономної спільноти Кастилія-і-Леон, у провінції Паленсія. Населення — 202 особи (2010).
Муніципалітет розташований на відстані близько 270 км на північ від Мадрида, 85 км на північ від Паленсії.
На території муніципалітету розташовані такі населені пункти: (дані про населення за 2010 рік)
- Баньйос-де-ла-Пенья: 32 особи
- Барахорес: 27 осіб
- Фонтеча: 24 особи
- Респенда-де-ла-Пенья: 63 особи
- Ріосменудос-де-ла-Пенья: 29 осіб
- Сантана: 22 особи
- Вега-де-Ріакос: 5 осіб

## Демографія
Динаміка населення (INE ):

## Галерея зображень

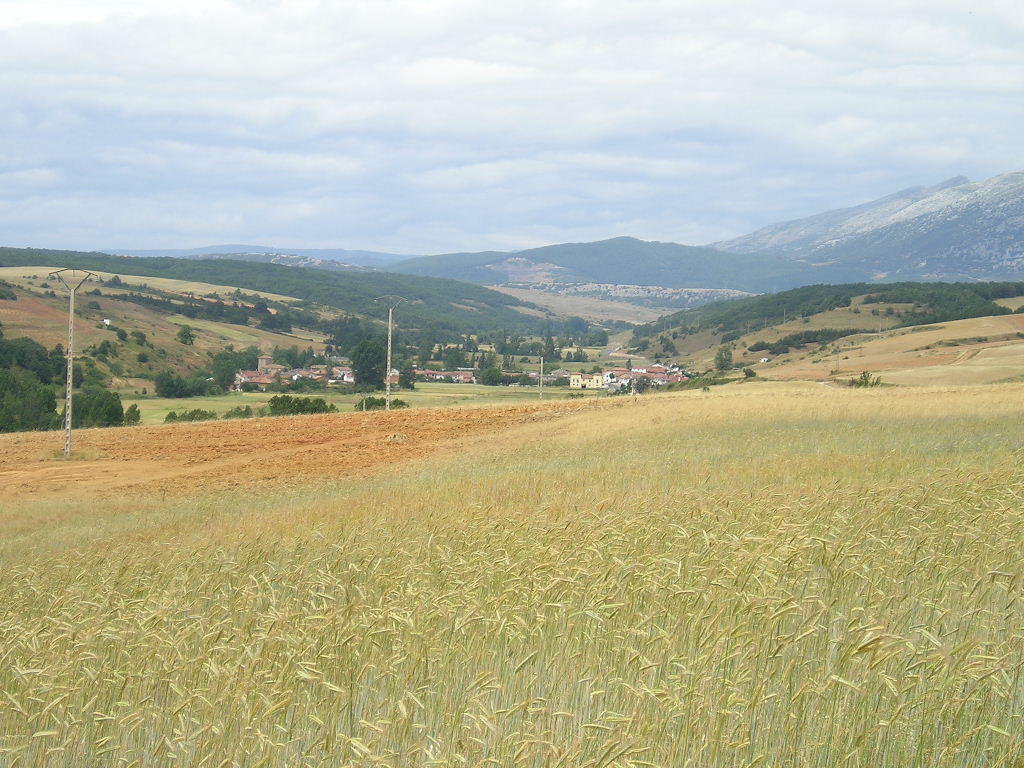
Респенда-де-ла-Пенья